# Bine Matoh
Bine Matoh, slovenski igralec, * 1946, Zemelj
Od 1980 je igralec v PDG (zdaj SNG) Nova Gorica

## Priznanja in odlikovanja
Leta 1984 je prejel nagrado Prešernovega sklada »za igralske stvaritve v gledaliških delih Levstikova smrt, Lov na podgane in Erigon«.
Leta 2004 je prejel Borštnikov prstan.
Leta 2018 je prejel nagrado Tantadruj (za gledališke dosežke Trsta, Kopra in Nove Gorice) za življenjsko delo.